# 빅 휴즈 게임스
빅 휴즈 게임스(영어: Big Huge Games)는 미국의 비디오 게임 개발사이다. 스튜디오의 소유자는 수년 동안 여러 번 바뀌었고 2008년에 잠시 휴업되었지만, 브라이언 레이놀즈와 몇 명의 원래 직원들과 함께 다시 재설립하였다. 회사는 현재 넥슨이 소유하고 있다.

## 개발한 게임
- 라이즈 오브 네이션즈
- 라이즈 오브 네이션즈: 정복의 역사
- 에이지 오브 엠파이어 3: 아시아 왕조